# Grå valnöt
Grå valnöt (Juglans cinerea) är en valnötsväxtart som beskrevs av Carl von Linné. Enligt Catalogue of Life ingår grå valnöt i släktet valnötter och familjen valnötsväxter, men enligt Dyntaxa är tillhörigheten istället släktet valnötter och familjen valnötsväxter. Inga underarter finns listade i Catalogue of Life.
Arten förekommer i östra Kanada och i östra USA. Den sydliga utbredningsgränsen utgörs av en linje från norra Alabama till norra Georgia. Grå valnöt växer i låglandet och i bergstrakter upp till 1400 meter över havet. Trädet hittas vanligen nära vattendrag, ibland i djupa dalgångar. Den bildar ofta trädgrupper tillsammans med sockerlönn, Tilia americana, tulpanträd, rödek och arter av boksläktet. Trädgrupper med endast grå valnöt saknas.
Grå valnöt når en höjd upp till 30 meter. Den kan inte stå direkt i skuggan och därför når kronan upp till trädgruppens topp. För att frambringa frön behöver ett exemplar vara 20 år gammal. De flesta exemplar blir cirka 75 år gamla.
Flera träd skadas genom svampen Sirococcus clavigignenti-juglandacearum. Parasiten dokumenterades under 1960-talet för första gången och året 2019 fanns bara ett fåtal helt friska träd kvar. Antagligen överförs svampen genom vatten eller genom insekter. Landskapsförändringar under tiden när europeiska invandrare blev bofast i regionen medförde ett glest bestånd. Avverkning av grå valnöt är beroende på delstat förbjuden eller reglerat. Utanför utbredningsområdet hittas arten i 137 botaniska trädgårdar eller liknande samlingar. Varierande mellan olika delstater minskade trädets population med 27 till 91 procent. IUCN listar arten som starkt hotad (EN).
Arten förekommer tillfälligt i Sverige, men reproducerar sig inte.

## Bildgalleri

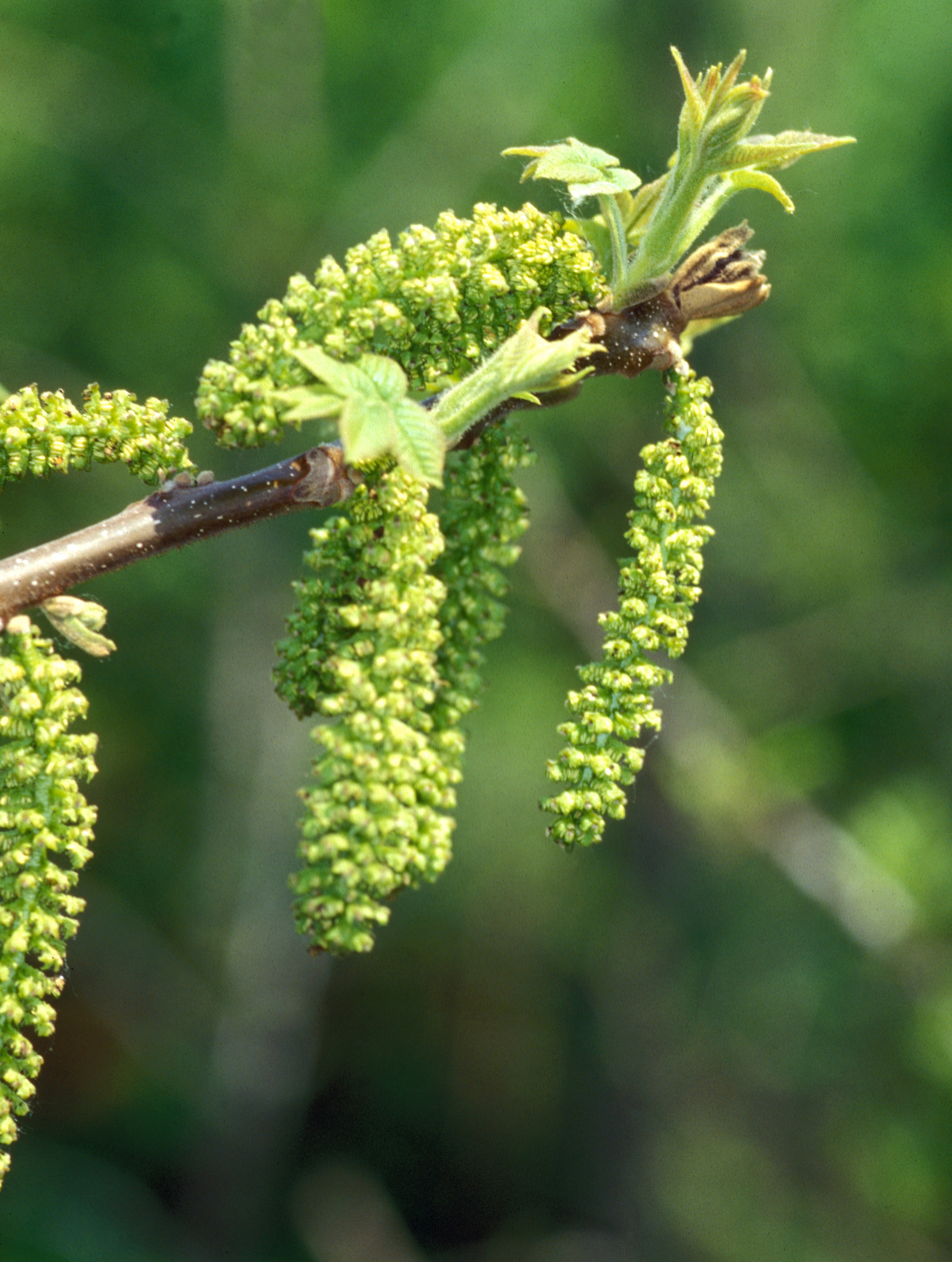
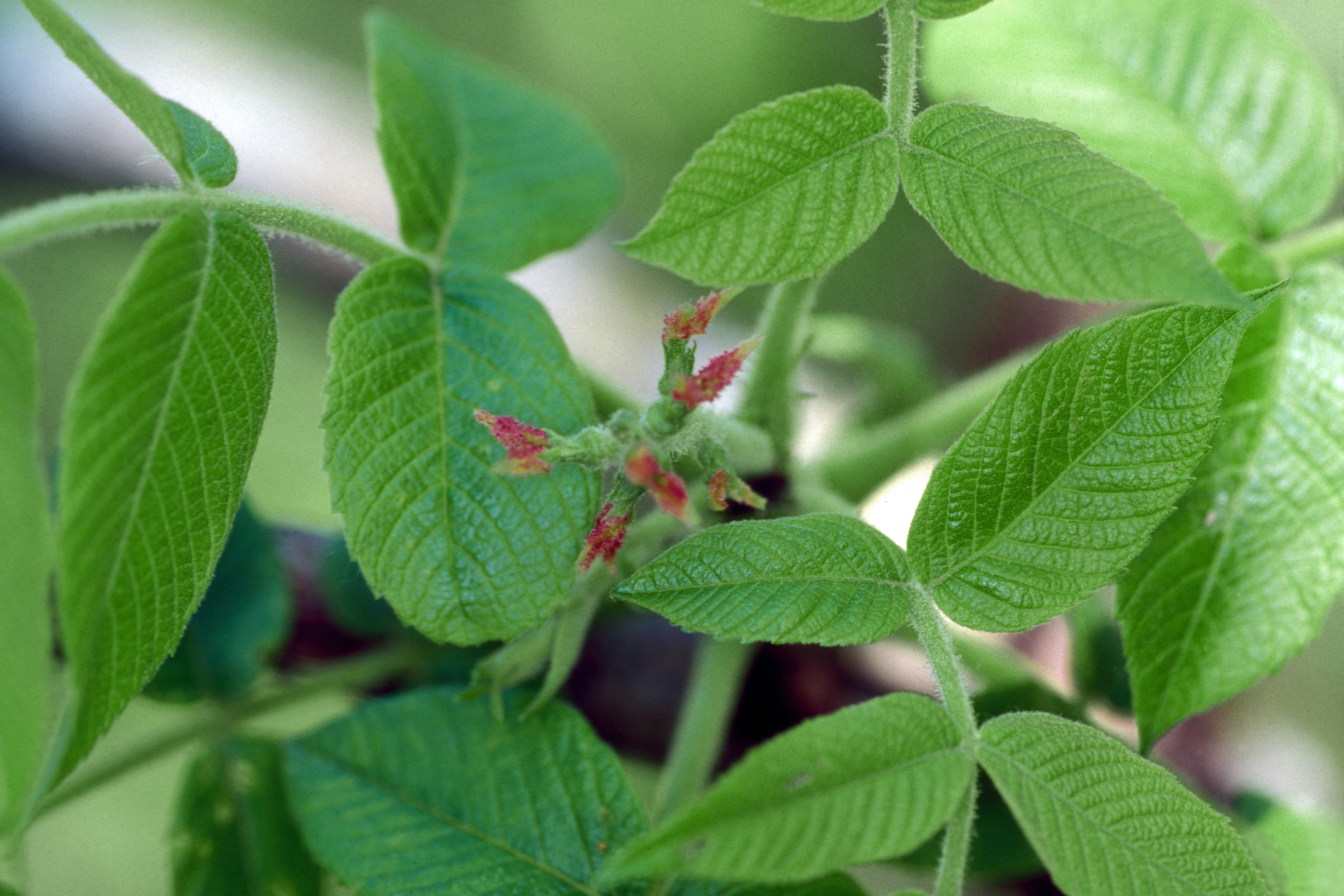
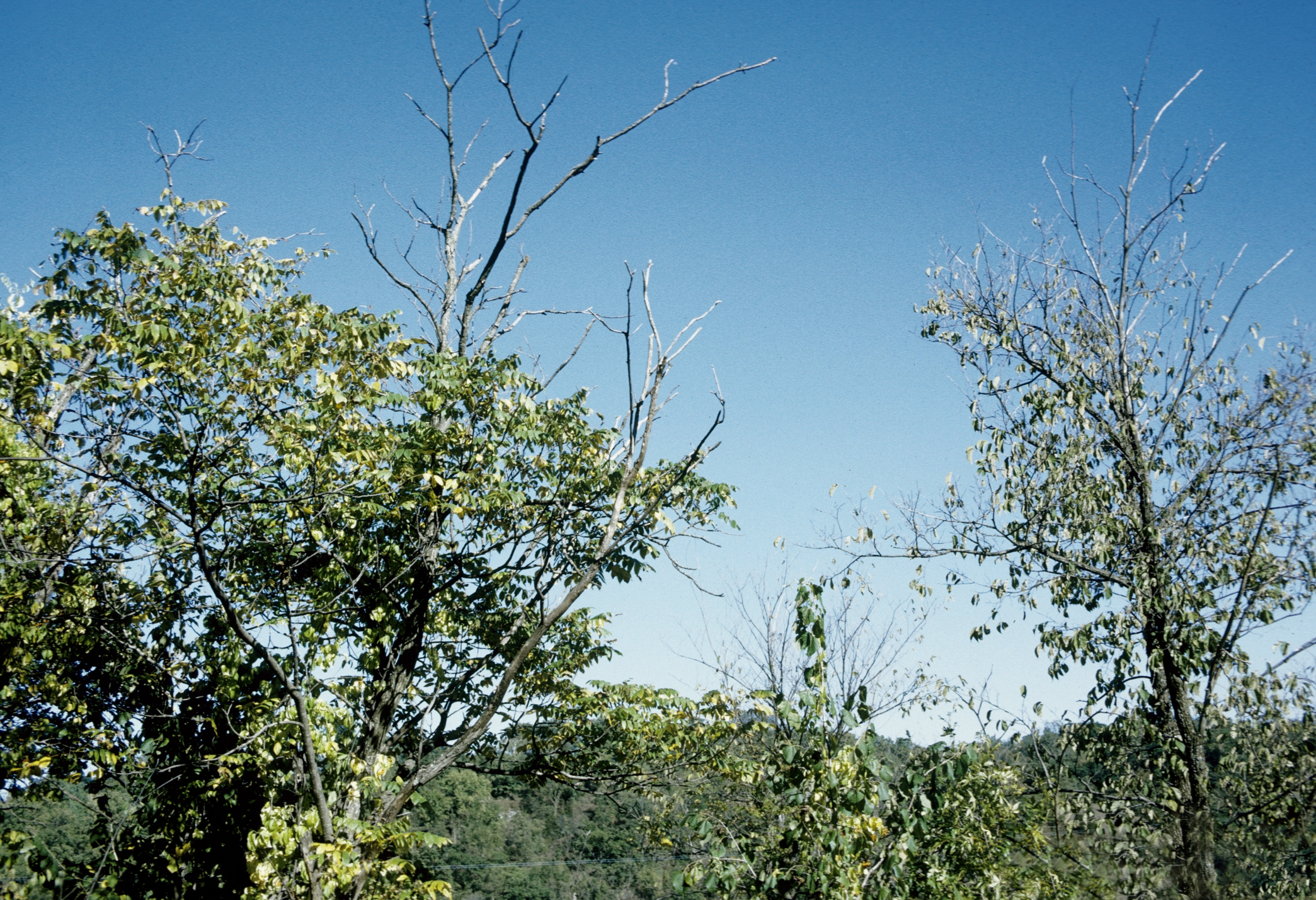
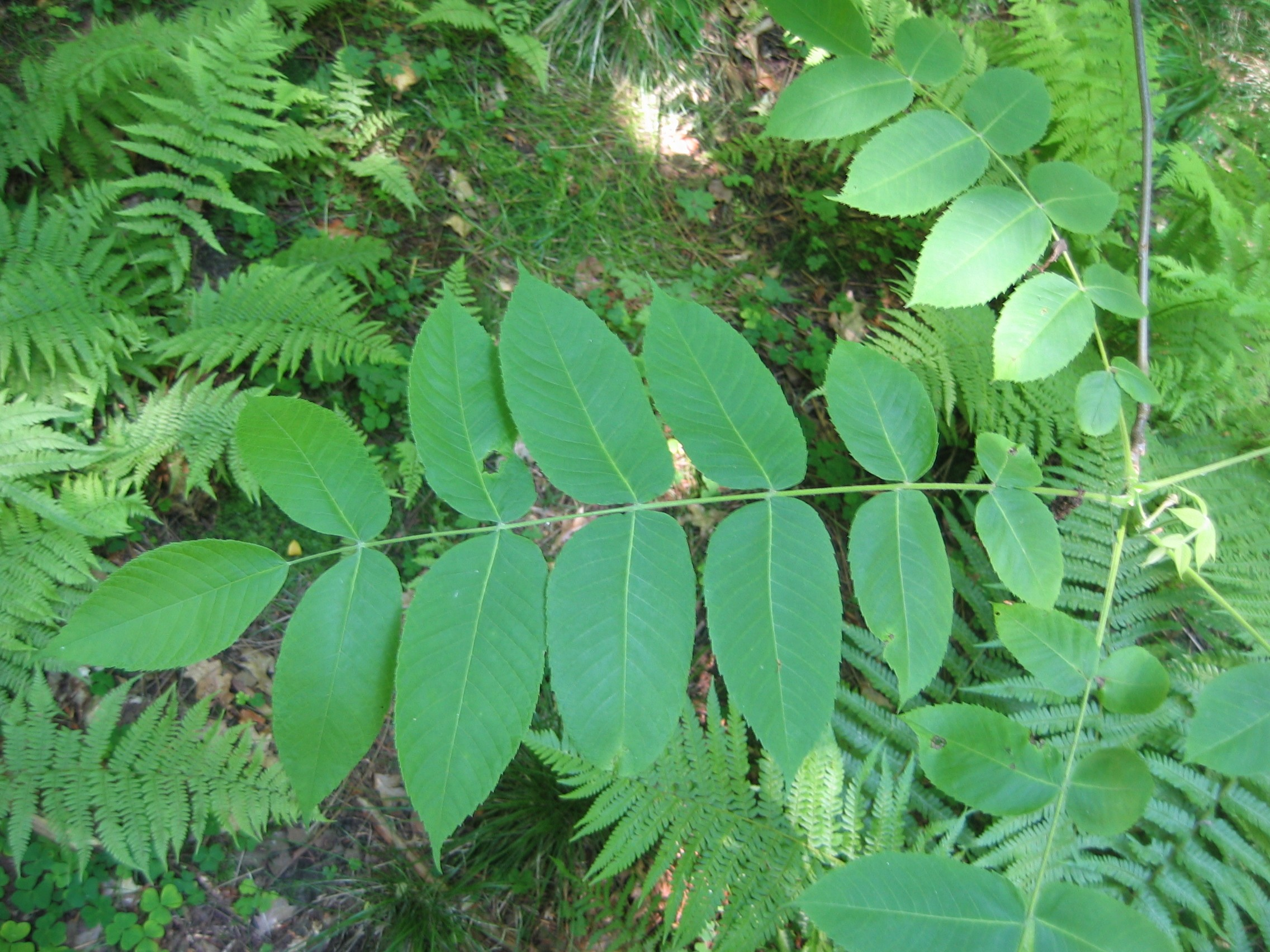
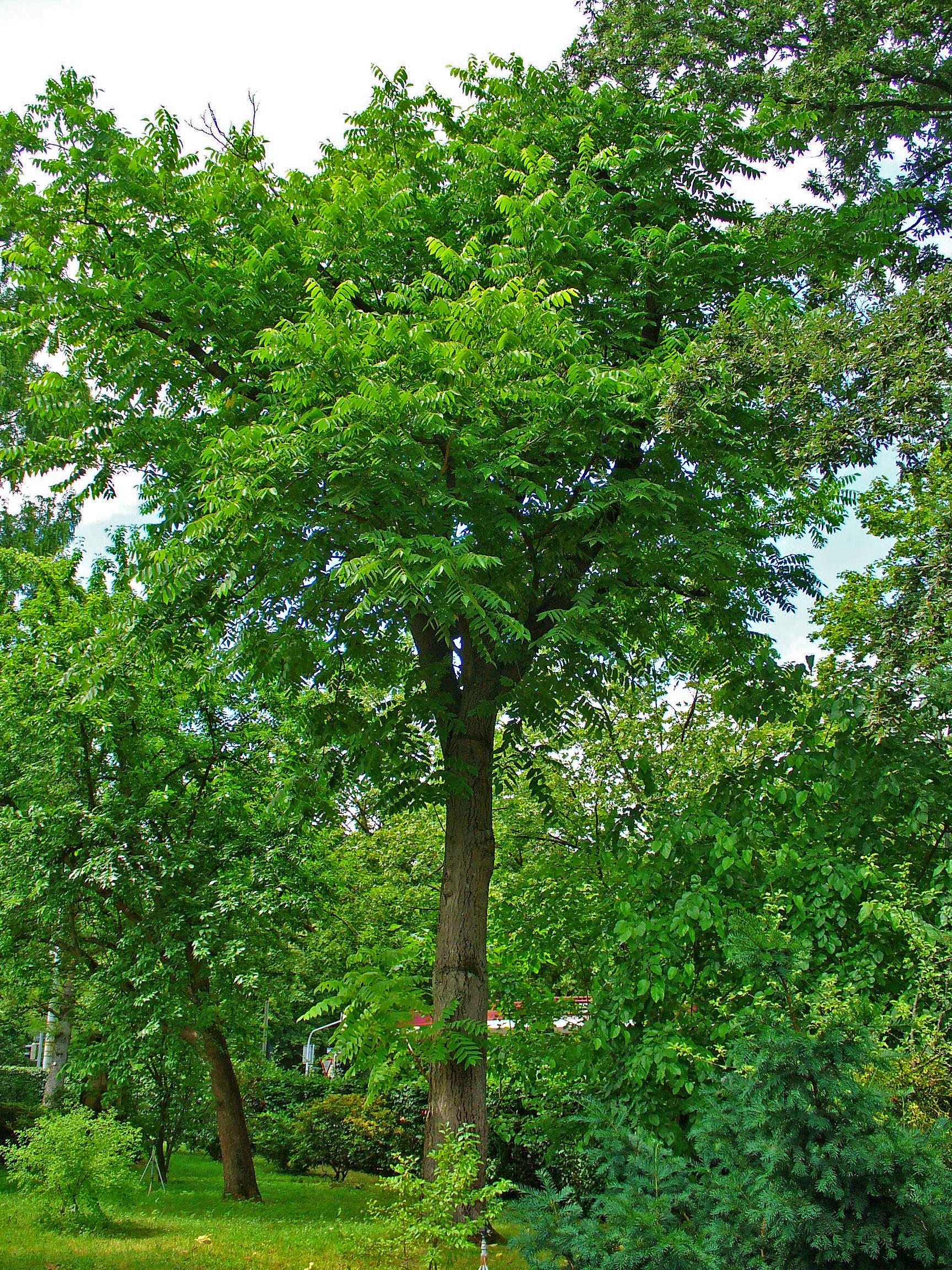
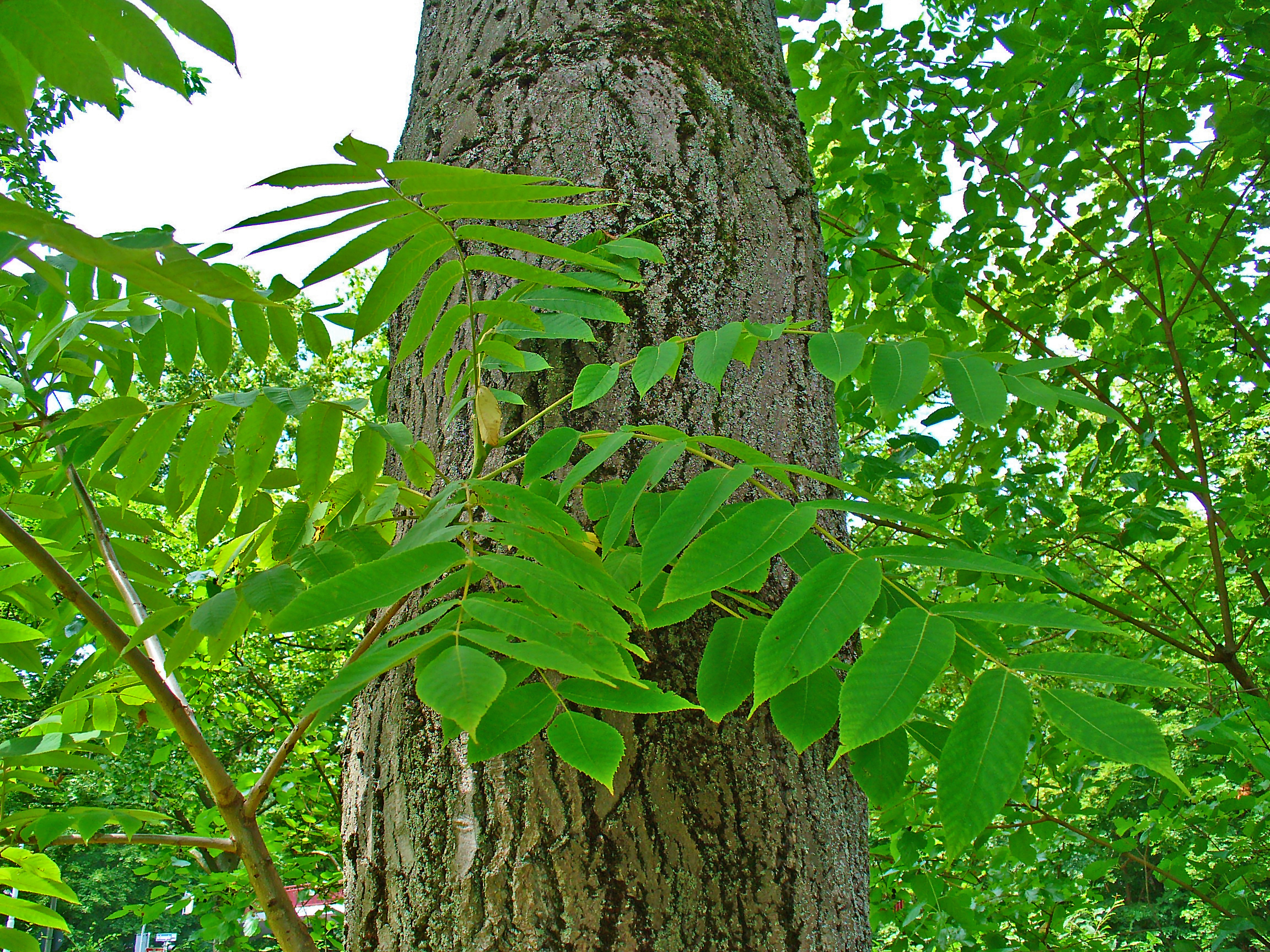